# Berg, Linköpings kommun
Berg är en ort i Linköpings kommun 10 kilometer nordväst om Linköping i Östergötland. Bebyggelsen är av SCB klassad som en tätort, från 2015 namnsatt till Bergs slussar.

## Befolkningsutveckling
| Befolkningsutvecklingen i Berg 1960–2020                                                      | Befolkningsutvecklingen i Berg 1960–2020 | Befolkningsutvecklingen i Berg 1960–2020 | Befolkningsutvecklingen i Berg 1960–2020 | Befolkningsutvecklingen i Berg 1960–2020 |
| --------------------------------------------------------------------------------------------- | ---------------------------------------- | ---------------------------------------- | ---------------------------------------- | ---------------------------------------- |
|                                                                                               |                                          |                                          |                                          |                                          |
| År                                                                                            |                                          |                                          | Folkmängd                                | Areal (ha)                               |
| 1960                                                                                          | 1960                                     |                                          | 906                                      |                                          |
| 1965                                                                                          | 1965                                     |                                          | 1 065                                    |                                          |
| 1970                                                                                          | 1970                                     |                                          | 1 102                                    |                                          |
| 1975                                                                                          | 1975                                     |                                          | 1 277                                    |                                          |
| 1980                                                                                          | 1980                                     |                                          | 1 184                                    |                                          |
| 1990                                                                                          | 1990                                     |                                          | 1 117                                    | 107                                      |
| 1995                                                                                          | 1995                                     |                                          | 1 162                                    | 108                                      |
| 2000                                                                                          | 2000                                     |                                          | 1 202                                    | 109                                      |
| 2005                                                                                          | 2005                                     |                                          | 1 229                                    | 110                                      |
| 2010                                                                                          | 2010                                     |                                          | 1 278                                    | 109                                      |
| 2015                                                                                          | 2015                                     |                                          | 1 307                                    | 47                                       |
| 2020                                                                                          | 2020                                     |                                          | 1 276                                    | 112                                      |
| Anm.: Namnändring 1995 från Bergs slussar till Berg och 2015 åter namnsatt till Bergs slussar |                                          |                                          |                                          |                                          |

## Samhället
I Berg finns Bergs slussar i Göta kanal. Där kanalen förenas med sjön Roxen ligger Bergsbaden med bryggor, sandstrand och omklädningsrum. Omedelbart söder om Berg ligger Vreta klosters kyrka och klosterruin, Sveriges första kloster. Bredvid Vreta klosters kyrka ligger Vreta klosters skola. Där går ca 290 elever i förskoleklass t.o.m. årskurs 6.

## Kommunikationer
Från Linköping går buss 520, 521, 522, 523, 616 och 620 direkt till Berg. Längs med hela bussvägen finns även gång- och cykelbana.